# NGC 5681
NGC 5678 est une galaxie spirale intermédiaire située dans la constellation du Dragon. Sa vitesse par rapport au fond diffus cosmologique est de 1 989 ± 6 km/s, ce qui correspond à une distance de Hubble de 29,3 ± 2,1 Mpc (∼95,6 millions d'al). NGC 5678 a été découverte par l'astronome germano-britannique William Herschel en 1789. 

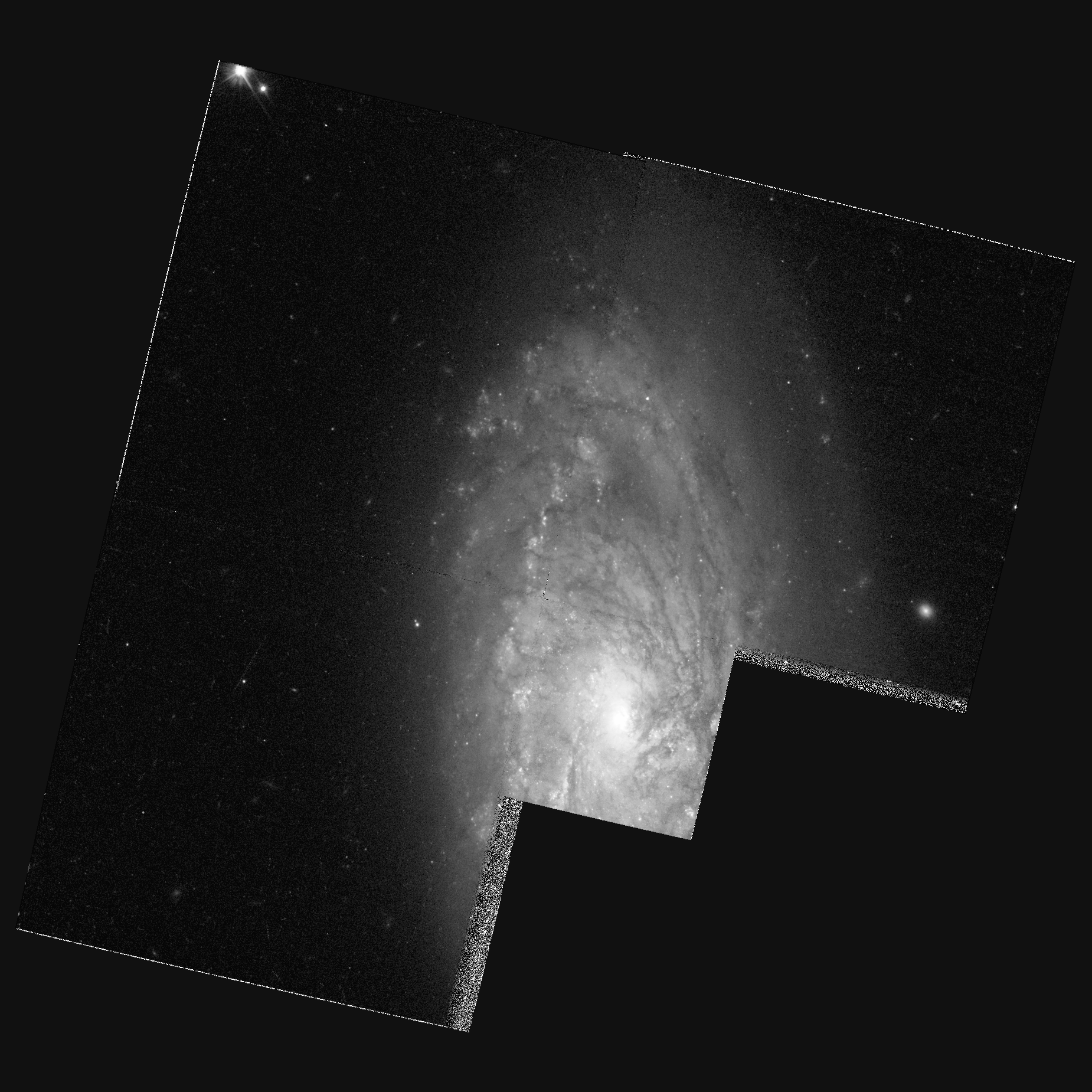
NGC 5678 par le télescope spatial Hubble. Notons qu'il ne semble pas y avoir de barre au centre de cette galaxie.

La classe de luminosité de NGC 5678 est II et elle présente une large raie HI. De plus, c'est une galaxie LINER, c'est-à-dire une galaxie dont le noyau présente un spectre d'émission caractérisé par de larges raies d'atomes faiblement ionisés. Selon la base de données Simbad, NGC 5678 est une galaxie à noyau actif.
À ce jour, 18 mesures non basées sur le décalage vers le rouge (redshift) donnent une distance de 27,911 ± 6,329 Mpc (∼91 millions d'al), ce qui est à l'intérieur des valeurs de la distance de Hubble.